# Mario Labò
Mario Labò (Genova, 17 settembre 1884 – Genova, 13 febbraio 1961) è stato un architetto e storico dell'architettura italiano.

## Biografia
Mario Labò rappresentò il principale catalizzatore culturale relativamente all'architettura a Genova, città nella quale ebbe luogo la sua attività. Fu un pioniere e un propugnatore delle più avanzate idee sull'architettura, prima del tardo liberty poi dell'architettura razionalista. Il suo contributo rappresentò anche un punto focale nella storia dell'architettura cittadina e nella critica dell'architettura a lui contemporanea. Si laureò in ingegneria al Politecnico di Torino nel 1910 e svolse tutta l'attività professionale a Genova.
In marzo e ottobre del 1928 lanciò due aziende di arredamento per la casa: DIANA (Decorazioni Industrie Artistiche Nuovi Arredamenti) e ILCA (Industria Ligure Ceramiche artistiche). Dello stesso anno è l'inizio della collaborazione con l'azienda tessile MITA.
Nei primi anni trenta aderì al MIAR.
Partecipò a diverse edizioni della  Triennale di Milano, contribuendo anche all'organizzazione.
Intrattenne rapporti con architetti e critici di livello nazionale e internazionale, tra cui Giuseppe Pagano, Giulio Carlo Argan, Ernesto Nathan Rogers ed Alvar Aalto. 
Scrisse su diverse riviste di carattere culturale, tra le quali L'Arte decorativa moderna, Emporium,  Marzocco, L'Arte (diretta da A. Venturi), Casabella e Domus. Negli anni cinquanta, con la moglie Enrica, promosse e curò la traduzione italiana di testi fondamentali dell'architettura contemporanea.
Fu assessore alle Belle Arti del Comune di Genova dal 1922 al 1924 e presidente dell'Accademia Ligustica di Belle Arti dal 1945 al 1954.
Il figlio Giorgio, studente in architettura e partigiano, fu torturato dai nazisti e fucilato il 7 marzo 1944. Ebbe la medaglia d'oro al valor militare alla memoria.

## Principali progetti e realizzazioni

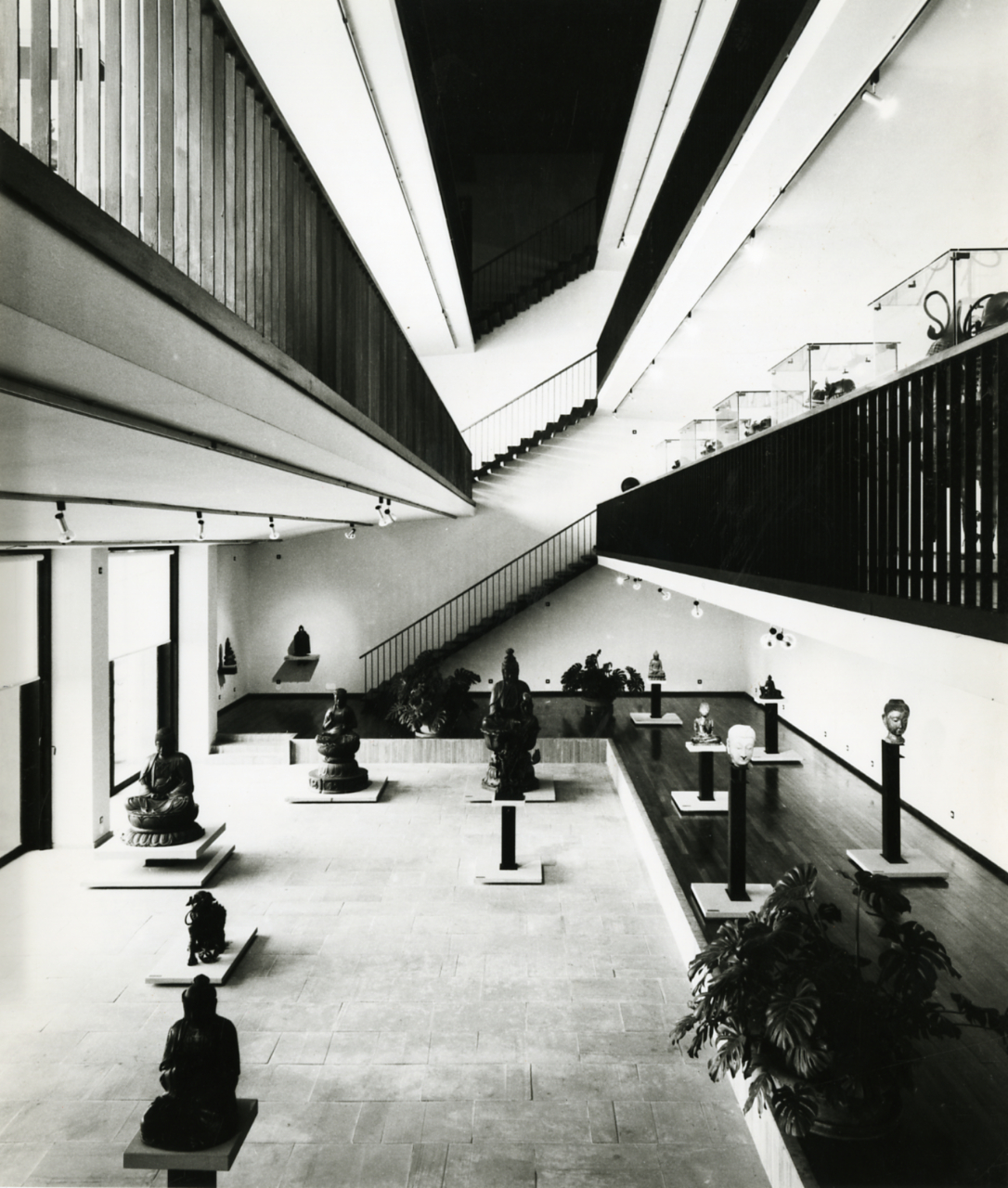
Museo d'Arte Orientale Edoardo Chiossone (ultimato e allestito da Luciano Grossi Bianchi). Foto di Paolo Monti, 1967

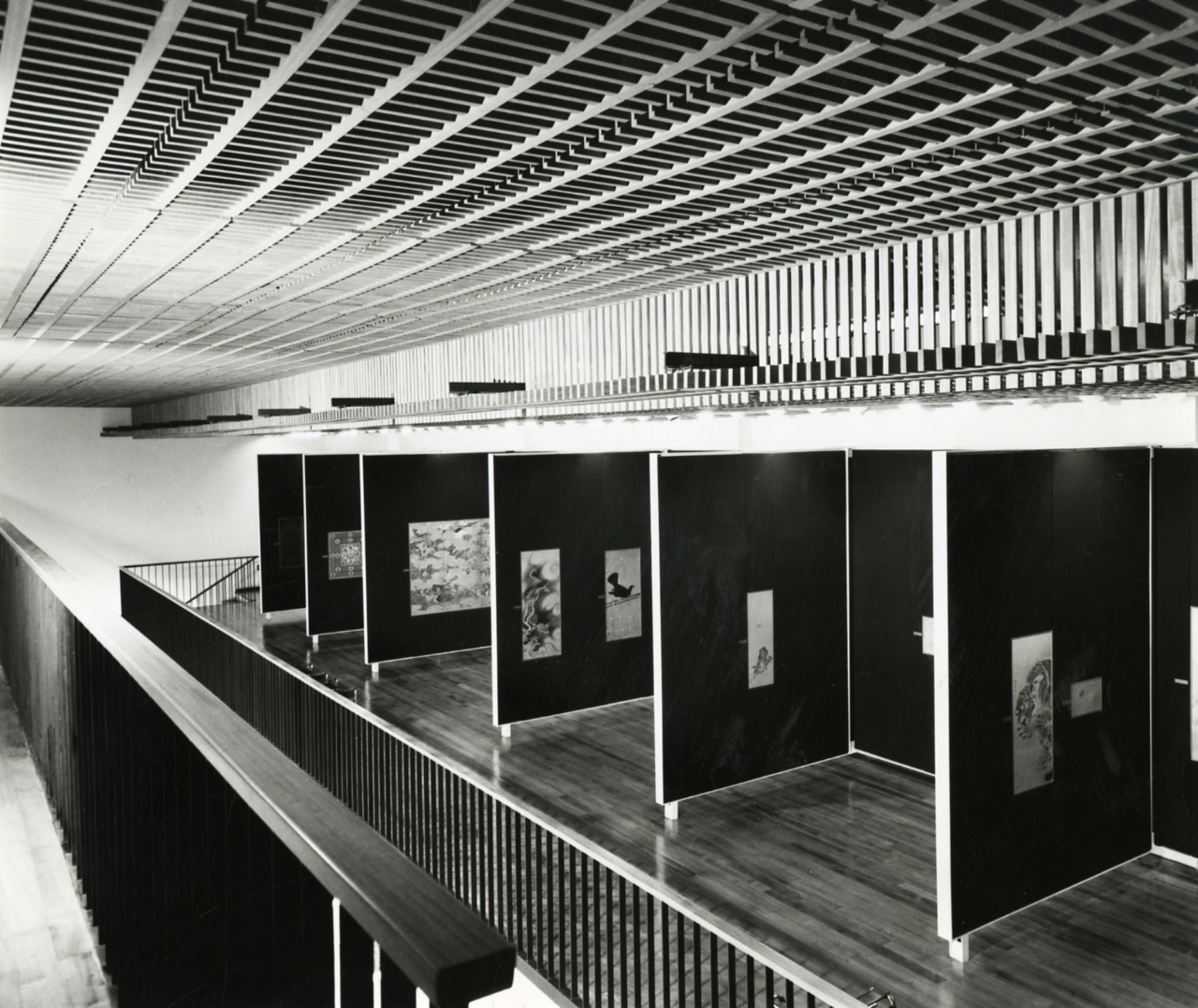
Museo d'Arte Orientale Edoardo Chiossone (ultimato e allestito da Luciano Grossi Bianchi). Foto di Paolo Monti, 1967

I seguenti progetti, quando non diversamente specificato, furono realizzati a Genova.
- 1910 Case d'abitazione in via Cesare Cabella 33/41.
- 1912-1914 Case d'abitazione in via Montevideo 7 e 9.
- 1928  casa-atelier di Manlio Trucco (oggi museo Archiviato il 1º novembre 2020 in Internet Archive. intitolato all'artista) ad Albisola.
- 1932 Ristrutturazione del Politeama Genovese.
- 1930-1935 Chiesa e convento delle Suore Crocifisse in Salita Porta delle Chiappe.
- 1935-1938 Ristorante di San Pietro alla Foce.
- 1941 Villa A. Della Ragione a Genova Quarto.
- 1943 Villa Mazzucchelli a San Michele di Pagana Rapallo (GE).
- 1943 Biblioteca Universitaria nella chiesa secentesca di S. Francesco Saverio.
- 1945-1950 Restauro di Palazzo Lamba Doria.
- 1948 - 1952 Edificio per uffici, sede AMGA, in collaborazione con Luigi Carlo Daneri.
- 1948 - 1961 Museo d'Arte Orientale Edoardo Chiossone ultimato e allestito da Luciano Grossi Bianchi.
- 1956 Monumento agli italiani morti a Mauthausen.

## Opere principali
- I palazzi di Genova, Milano, Bonomi, 1914
- La chiesa di S. Agostino e il suo restauro, Genova, Pagano, 1923
- L'oratorio di San Giacomo della Marina, Genova, 1924
- Giovanni Battista Castello: trentuna riproduzioni con testo e catalogo (Architetti dal XV al XVIII secolo), Milano, Società editrice d'arte illustrata, 1925
- Mostra centenaria di Luca Cambiasso, organizzata dalla Compagna: catalogo illustrato, Roma, Stabilimento Grafico Editoriale, 1927
- voce Bartolomeo Bianco, in Enciclopedia Treccani, 1930
- Santi Vittore e Carlo, Genova, Tip. Arcivescovile, 1931
- Il Gesù, Genova, 1932.
- Colonie: marine, montane, elioterapiche, Milano, Domus, 1942 (con Attilio Podestà)
- San Siro, Genova, 1943
- Giuseppe Terragni, Milano, Il Balcone, 1947
- cura e traduzione di Sigfried Giedion, Spazio, tempo e architettura: lo sviluppo di una nuova tradizione, Milano, Hoepli, 1954 (con Enrica Labò).
- L'aspetto estetico dell'opera sociale di Adriano Olivetti, Milano, Görlich, 1957
- Giò Ponti: il disegno industriale, La Rinascente, 1958
- Palazzi di Genova di Pietro Paolo Rubens e altri scritti d'architettura, Genova, Tolozzi, 1970 (postuma; ristampa, Genova, Nuova Editrice Genovese, 2003)